# Базовий Елемент
Група «Базовий Елемент» (рос. «Базовый Элемент») — диверсифікована холдингова компанія, заснована у результаті бандитської приватизації активів в Росії та за її межами. Основні активи Групи «Базовий Елемент» зосереджені в семи секторах — енергетичному, машинобудівельному, ресурсному, авіаційному, фінансових послуг, будівництві та девелопменті.
Група контролюється її бенефіціарним власником Дерипаскою О. В.
У 2006 році консолідована виручка компаній групи склала понад $18 млрд. Ринкова вартість активів оцінюється у понад як $23 млрд. На підприємствах групи працює 240 тисяч працівників. Підприємства групи «Базовий Елемент» розташовані території Росії та її сусідів, в Африці, Австралії, Азії, Європі та Латинській Америці.